# Daniel Alsina i Leal
Daniel Alsina i Leal (Barcelona, 10 de maig de 1988) és un jugador d'escacs català, que té el títol de Gran Mestre des de 2010, a 22 anys, essent en aquell moment el català més jove en assolir el títol, un rècord que tenia anteriorment David Garcia Ilundain.
A la llista d'Elo de la FIDE del març de 2023, hi tenia un Elo de 2522 punts, cosa que en feia el jugador número 17 (en actiu) de l'Estat espanyol. El seu màxim Elo va ser de 2553 punts, a la llista de gener de 2014 (posició 433 al rànquing mundial).

## Resultats destacats en competició
Els anys 2003 i 2004 fou campió de Catalunya sub-16 a Salou. El 2005, també a Salou, fou subcampió juvenil de Catalunya amb 6 punts de 8, empatat amb Lluís Oms Fuentes (el campió fou Robert Alomà). El 2006 es proclamà Campió d'Espanya sub-18, a Baños de Montemayor.
Alsina, format a la Unió Gracienca d'Escacs, obtingué el títol de Mestre Internacional el 2008, i el de Gran Mestre el 2010, després d'haver assolit les necessàries normes entre 2007 i 2009 en torneigs entre Espanya i Portugal. La tercera i definitiva norma la va obtenir en guanyar, de manera del tot inesperada, la 14a edició del "Magistral Ciutat de Barcelona" (2009), un fort torneig en què ell era l'únic MI del quadre. En l'edició de 2010 del mateix torneig, hi fou 6è (el campió va ser en Lázaro Bruzón). Fou 11è a l'Obert de Sant Sebastià de 2009.
El 2009 empatà fou tercer, rere Murtas Kajgalíev i Serhí Fedortxuk al Campionat d'Ile-de-France, a París. El 2012 fou setè al fort Torneig Internacional Forni di Sopra, a Forni di Sopra (el campió fou Iván Salgado). El 2013 fou segon a l'obert de Badalona. El desembre de 2013 fou campió del Magistral d'Elgoibar amb 6½ punts de 9, mig punt més que Cristhian Cruz. El juny de 2015 fou tercer al Memorial Josep Lorente (el campió fou Jorge A. González Rodríguez). El desembre de 2018 va guanyar el Torneig de Nadal del Club d'Escacs Barberà, per davant de Xavier Vila.
El setembre de 2020 fou setè al Campionat d'Espanya, a Linares (el campió fou David Antón).
L'agost de 2022 guanyà la XXXI edició de l'Obert Internacional d'Escacs de La Pobla de Lillet, per davant del GM Víktor Moskalenko.

### Participació en Olimpíades d'escacs
Alsina ha participat, representant Espanya, una vegada les Olimpíades d'escacs l'any 2010, amb un resultat de (+4 =1 –1), per un 71,4% de la puntuació.